# Ко то каже, Србија је мала
Ко то каже, Србија је мала је српска родољубива песма из Првог светског рата.

## Историја
Песма је заснована на једноставном тексту који се понавља у популарном српском народном десетерцу. Мелодија је позајмљена из старе српске народне песме „Чија кола клепећу сокаком“.  Аутор текста је непознат; међутим, текстови су се мењали током година, а у новијим верзијама често се певало о рату у Хрватској. Тренутно се у Хрватској (као и у Босни и Херцеговини) поистовећује са српским национализмом. Песма, скоро заборављена у време постојања социјалистичке Југославије, поново је стекла популарност крајем осамдесетих година 20. века, када је култ југословенских партизана опао у земљи. Уместо тога, догађаји из Првог светског рата испливали су у југословенско (а посебно српско) друштво, у коме се Србија борила на страни Антанте. Заплет Србије поражене и подељене ратом, која ће на крају победити, постала је веома популарна међу српским националистима. Песма је била популарна међу српском војском у Републици Српској Крајини.
“Чија кола, чија кола, клепећу сокаком? То су наша, то су наша, иду са салаша...”— Песма "Чија кола склепећу сокаком"
Текст песме говори о томе како је Србија у другој деценији 20. века од 1912. до 1918. године учествовала у три рата одједном: (први и други балкански рат и први светски рат). Суштина текста је да је, упркос свим тешкоћама и чињеници да је на почетку „Великог рата“, Србија била значајно ослабљена и исцрпљена од претходна два сукоба, али је поново успела победити. 
Србија је ратовала против Турака, Бугара и Немаца. 

## Текст
| Ко то каже, Србија је мала |
| --- |
| Ко то каже, ко то лаже, Србија је мала, (2x) Није мала, није мала, трипут ратовала. (2x) Дванаесте, дванаесте, Турке истерала, (2x) Тринаесте, тринаесте, пред Бугаре стала. (2x) Четрнаесте, четрнаесте, Шваба ударио, (2x) Осамнаесте, осамнаесте, Србин победио. (2x) Ко то каже, ко то лаже, Србија је мала, (2x) Није мала, није мала, увек ратовала, И опет ће, и опет ће, робовати неће. |

## У култури
- Песму неколико пута пева протагониста хрватског филма Ничији син из 2008. године, Иван. Он је бивши рок музичар који се борио у рату у Хрватској, био је заробљен од стране Срба и остаје инвалид након што је изгубио обе ноге. На пример, у сцени када Иван улази у кафану и чује хрватске скинхедсе како певају усташку песму Ево зоре, ево дана, он пева као одговор „Ко то каже, ко то лаже Србија је мала“. Касније, када се преко звучника пуштају предизборна обећања његовог политичког оца, он има флешбек где чује исту песму. [5]